# Домналл Мор мак Тойрделбайг О’Брайен
Домналл Мор Уа Бриайн (Домналл Мор Мак Тойрделбайг Уи Бриайн) (ум. 1194) — король Томонда и Мунстера (1168—1194), третий сын Тойрделбаха мак Диармайта Уа Бриайна (ум. 1167), короля Томонда (1142—1167).

## Биография
Домналл Мор (Доналл Великий) был третьим сыном Тойрделбаха Уа Бриайна (ум. 1167), короля Томонда (1142—1167), и потомком верховного короля Ирландии Бриана Бору (ум. 1014).
В 1167 году после смерти Тойрделбаха Уа Бриайна престол Томонда унаследовал его старший сын Муйрхертах Уа Бриайн (1167—1168). В 1168 году после смерти своего старшего брата Домналл вступил на королевский престол Томонда. Муйрхертах был убит по наущению своего двоюродного брата Конхобара Мак Муйрхертаха Уа Бриайна. В 1169 году был ослеплен Брайан Блум из Слива, другой брат Домналла.
В том же 1169 году король Томонда Домналл Уа Бриайн вступил в конфликт с верховным королём Ирландии и королём Коннахта Руайдри Уа Конхобайром и вынужден был выплатить ему дань в размере 300 коров.
В 1171 году король Томонда Домналл Уа Бриайн принес ленную присягу на верность английскому королю Генриху II Плантагенету в Кашеле, но, несмотря на это, он продолжил борьбу против нормандской экспансии в юго-западной Ирландии на протяжении многих лет. В 1175 году после победы над нормандцами в битве при Тёрлсе (графство Типперэри) он укрепил свою власть в королевстве, ослепив двух своих двоюродных братьев Диармайта Мак Тайга Уа Бриайна и Матгамайна Мак Уа Тойрделбаха Бриайна в Лимерике. В том же 1175 году Домналл Мор был изгнан из Томонда верховным королём Ирландии Руайдри Уа Конхобайром. В 1176 году Домналл Мор изгнал нормандцев из Лимерика, а в 1178 году подчинил своей власти окрестности Лимерика, изгнав оттуда род Уи Фидгенти.
В 1184 году часть владений Домналл Уа Бриайна была передана английским королём во владение Филиппу де Браозу, лорду-депутату Ирландии. Получив поддержку Роберта Фиц-Стефана и Мило де Когана, Филипп де Браоз попытался овладеть Лимериком, но при подходе к городу в панике бежал.
В 1185 году в Ирландию с войском прибыл принц Иоанн Безземельный, получивший еще в 1177 году от отца титул лорда Ирландии. Иоанн прибыл из Уотерфорда в Дублин, где принял присягу на верность от ирландских племенных вождей юга острова. По словам Гиральда Камбрийского, сопровождавшего Иоанна в Ирландию, англичане насмехались над одеждой и языком вождей, дергали их за бороды. Англичане стали совершать рейды на земли Мунстера. В битве при Лисиморе Домналл Уа Бриайн разбил английское войско. «Много чужеземцев было убито»,- отмечается в хронике Лох Ки. Англичанам пришлось оставить Оссори и Корк. В том же году Домналл Мо ослепил своего последнего брата Диармайта.
В 1188 году король Томонда Домналл Мор помогал королю Коннахта Конхобару Менмайге Уа Конхобайру в борьбе против Джона де Курси, который совершал грабительские походы в Коннахт и Ольстер. Во время возвращения из одного похода в Коннахт Джон де Курси потерпел поражение от войск королей Коннахта и Томонда. В 1193 году нормандцы опустошили Клэр, отомстив Домналлу Мору за разорение Оссори (Осрайге).
Домналл Мор основал в Холикроссе аббатство Святого Креста в 1180 году и аббатство Килколи в 1184 году.
Согласно Анналам Ульстера, Домналл Мор Уа Бриайн был последним королём Мунстера. Он скончался в 1194 году и был похоронен в соборе Святой Девы Марии в Лимерике.

## Семья
Домналл Мор был женат на Орлакан, дочери короля Лейнстера Диармайта Мак Мурхады и Мор ни Туатайл. Он оставил несколько сыновей, которые воевали между собой и со своим двоюродным братом Муйрхертахом, сыном Брайана Слиив Блума, за королевский трон Томонда.
- Муйрхертах Финн (ум. 1239), король Томонда (1194—1198, 1203—1210), ослеплен в 1210 году
- Конхобар Руад (ум.1202), король Томонда (1198—1203)
- Доннхад Кайрпрех (ум. 1242), король Томонда (1210—1242)